# Regierungsbezirk Chemnitz
Regierungsbezirk Chemnitz is een van de voormalige drie Regierungsbezirke (regio's) van de Duitse deelstaat Saksen.
Het Regierungsbezirk bestond uit de volgende districten (stand 31-07-2008):
| Kreise (districten) | Kreisfreie Städte (district-vrije steden) |
| --- | ----------------------------------------- |
| 1. Annaberg 2. Aue-Schwarzenberg 3. Chemnitzer Land 4. Freiberg 5. Mittlerer Erzgebirgskreis 6. Mittweida 7. Stollberg 8. Vogtlandkreis 9. Zwickauer Land | 1. Chemnitz 2. Plauen 3. Zwickau          |